# 小行星3820
小行星3820（3820 Sauval）是一颗围绕太阳公转的小行星。1984年2月25日，亨利·德波鸿诺在拉西拉天文台发现了此天体。
这颗小行星的绝对星等为76.24447178802063等。